# Cléry-Saint-André
Cléry-Saint-André é uma comuna francesa na região administrativa do Centro, no departamento Loiret. Estende-se por uma área de 18,16 km². Em 2010 a comuna tinha 3 501 habitantes (densidade: 192,8 hab./km²).